# Ali Lotfi
Ali Lotfi (Caliubia, 14 de octubre de 1989) es un futbolista egipcio que juega en la demarcación de portero para el ZED FC de la Premier League de Egipto.

## Selección nacional
Tras jugar en las categorías inferiores de la selección, finalmente hizo su debut con la selección de fútbol de Egipto en un partido amistoso contra Malaui que finalizó con un resultado de 2-1 a favor del combinado egipcio tras los goles de Ahmed Hassan Mekky y Mohamed El Gabbas para Egipto, y de John Banda para Malaui.

## Clubes
| Club     | País   | Año       | Partidos | Goles |
| -------- | ------ | --------- | -------- | ----- |
| ENPPI SC | Egipto | 2009-2018 | 101      | 0     |
| Al-Ahly  | Egipto | 2018-2023 | 38       | 0     |
| ZED FC   | Egipto | 2023-     | 5        | 0     |